# Edwin Drake

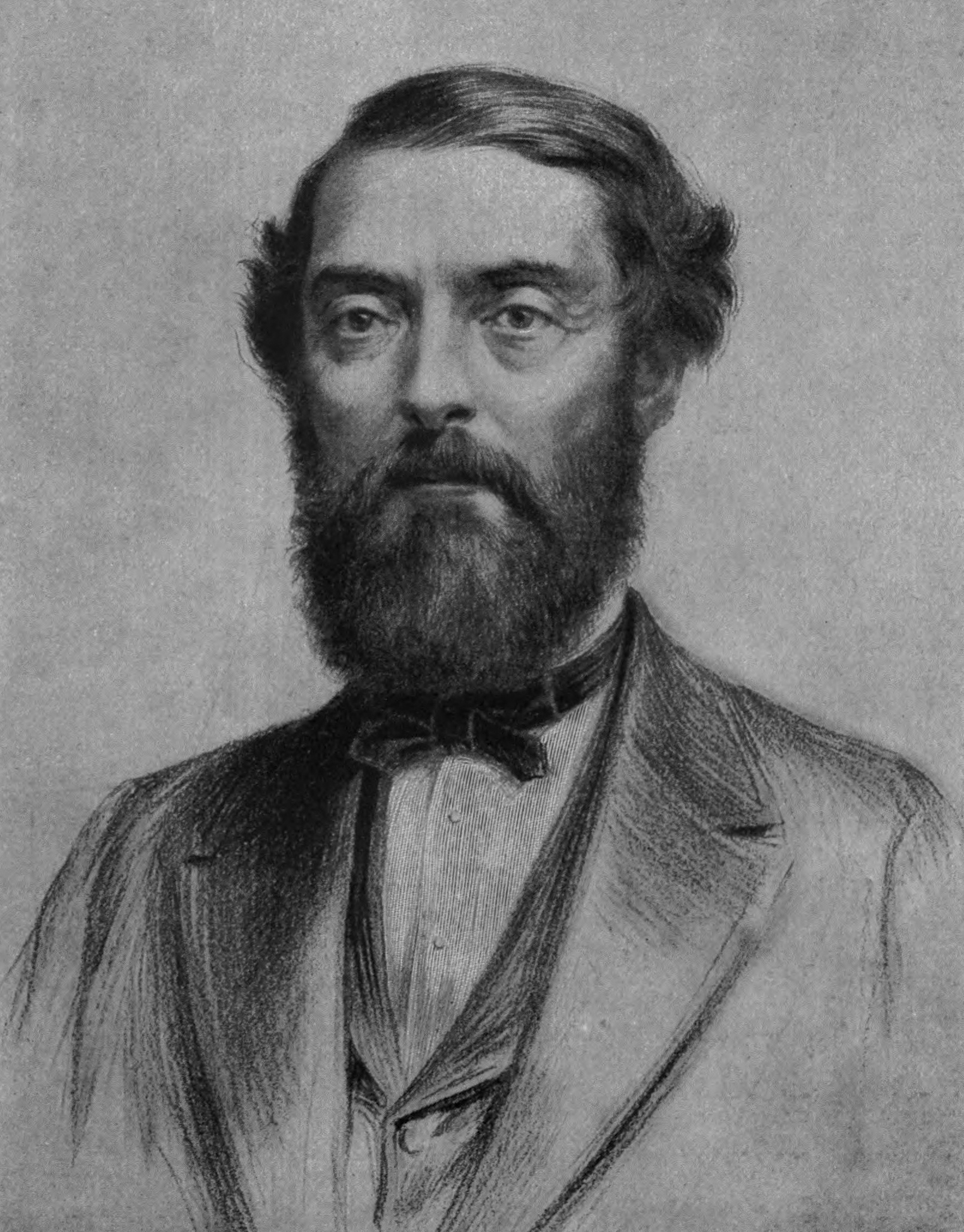
Kolonel Edwin L. Drake

Edwin Laurentine Drake (Greenville, New York, 29 maart 1819 – Bethlehem, Pennsylvania, 9 november 1880) was de eerste Amerikaan die aardolie aanboorde. Dit gebeurde op 27 augustus 1859 te Titusville.
Drake bedacht als eerste om ijzeren buizen in de boring aan te brengen, zodat hij dieper kon boren zonder dat de schacht dichtklapte door de druk van grondwater. Hij gebruikte nog wel de methode van stotend boren. Pas in 1909 werd de roller-beitel uitgevonden die draaiend boren mogelijk maakte.
Hoewel hij nooit in het leger had gediend, werd hij wel Colonel Drake genoemd. Hij stierf arm.